# Un filo di fumo
(«La vociata di un caruso che correndo gridava la notizia a un compagno»)
Un filo di fumo è un romanzo di Andrea Camilleri pubblicato dall'editore Garzanti nel 1980 e successivamente da Sellerio nel 1997. Il primo editore pretese che al romanzo fosse aggiunto un glossario, poi tolto nell'edizione di Sellerio, per spiegare ai lettori i termini dialettali usati dall'autore. Scrive Camilleri che all'inizio prese di malavoglia quest'impegno «...poi, a poco a poco, ci presi gusto e me la scialai.»

## Trama
Scrive lo stesso autore nella seconda di copertina: «Lo spunto di Un filo di fumo me lo diede un volantino anonimo trovato tra le carte di mio nonno che metteva in guardia contro i maneggi di un commerciante di zolfi disonesto.»
Il filo di fumo che la ditta di Totò Romeres, soprannominato "Barbabianca", e figli temono il 18 settembre 1890 di veder spuntare all'orizzonte e che altri invece attendono con gioia e speranza, ha poco a che fare con quello pateticamente lirico dell'eroina dell'atto secondo della Madama Butterfly. 
Si tratta infatti dell'imminente arrivo del piroscafo russo "Tomorov" al porto di Vigata per caricare cinquemila cantàra di zolfo che la ditta Jung tiene in deposito nei magazzini di "Barbabianca" che, per avidità di guadagno, se lo è venduto a metà prezzo. 
Ora bisogna in qualche modo rimediare e i figli di Barbabianca, ognuno a suo modo, cercano di evitare il fallimento.
Nenè, primogenito di Barbabianca, si va sbattendo per tutta Vigata per cercare lo zolfo mancante presso i commercianti di zolfo, disposto a pagare a qualsiasi prezzo, ma riceve invece solo finte scuse e sorrisi di compatimento da coloro che, precedentemente danneggiati dagli spregiudicati traffici di Barbabianca, ora attendono felici il suo fallimento. 
Stefanuzzo, l'altro figlio di don Totò, chiuso in una stanza dove bruciano lumini e candele di fronte a una miriade di immagini sacre prega, fa penitenza flagellandosi e pronuncia voti alla Madonna per ottenerne il salvataggio della ditta, mentre la moglie svizzera Helke se la spassa in soffitta con il giovane muto Totuzzo a cui ella dice di voler insegnare a parlare ma di cui in realtà apprezza e sviluppa ben altri eccezionali strumenti espressivi.
Infine Blasco Moriones, factotum e figlio naturale di Barbabianca, diviso a metà fra amore e odio per il suo padre padrone, viene mandato di corsa a Fela dai magazzinieri di zolfo, i fratelli Munda, per farselo prestare. I Munda sono gli unici a dichiararsi amici di Barbabianca che ha salvato dall'ergastolo il loro padre Gerlando occultandone l'assassinio di una giovane donna avvenuto per un raptus sessuale. Ma ora i Munda non possono aiutare il loro benefattore; hanno i magazzini vuoti.
Ma colui che dell'odio verso don Totò Barbabianca ha fatto un motivo per rimanere in vita, aspettando la definitiva rovina del suo nemico, è la figura grottesca del vecchio don Angelino Villasevaglios, che, essendo cieco, dalla terrazza del suo palazzo affida ad un suo servitore fornito di un potente cannocchiale l'atteso annuncio del fil di fumo. 
Don Angelino non dimentica la notte in cui mentre già pensava di aver superato ogni pericolo di essere scoperto per il suo contrabbando di balle di seta era stato invece assalito a tradimento, derubato e gravemente ferito dalla banda di Barbabianca che rubando ai contrabbandieri si metteva al sicuro da ogni denuncia. 
Sono passati quarant'anni da allora e don Angelino sente ormai prossima l'ora della sua vendetta che crederà arrivata, e potrà quindi morire col sorriso sulle labbra, quando il suo desiderio di vedere farà scorgere a lui cieco il fatale fil di fumo all'orizzonte.
Il vapore russo è ormai arrivato in vista del porto ma per l'imperizia del comandante va ad incagliarsi su una secca (identificata, nel romanzo, con la sommersa Isola Ferdinandea) e fa naufragio.
La mattina del 19 settembre il patriarca "Barbabianca" fa il suo ingresso trionfale nella chiesa madre di Vigata portando in offerta un ex voto ancora fresco di vernice che esalta l'aiuto della Madonna per i marinai sopravvissuti ma che agli occhi del popolo è un ringraziamento per lo scampato fallimento.

## Edizioni
- Andrea Camilleri, Un filo di fumo, Undicesima ed., collana La memoria, Sellerio, 2000,  p. 136, ISBN 88-389-1338-2.
- Audiolibro letto da Fiorello edito da Full Color Sound (2006)